# 螺旋黴素
螺旋黴素是一种巨環內酯类抗生素，也是一种抗寄生蟲藥物，可用於弓蟲症等软组织传染病的治疗。它在欧洲、加拿大、墨西哥获准使用，在美国仍被归类为实验用药，但有时在美国食品药品监督管理局特许之下也可用于治疗妊娠期内首个三月期的弓蟲症。